# 铁圈 (实验室器材)

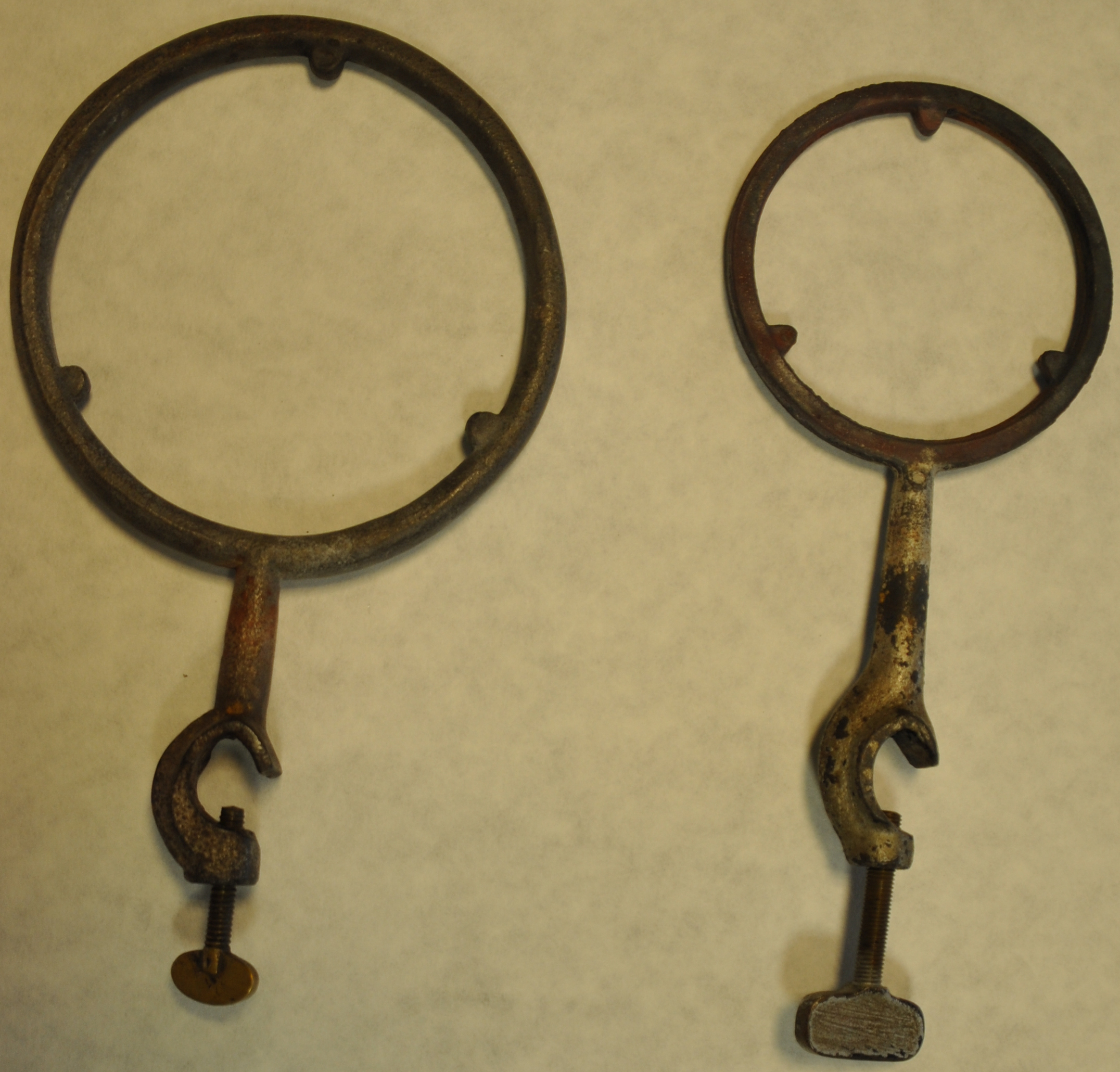
铁圈

铁圈（Iron ring）又称铁环，在实验室中用于安装在铁架台上来支撑烧瓶或烧杯等仪器。有的铁圈包括了一个夹子，用以连接铁架台，若铁圈自身不含夹子，则需要使用十字夹作为连接工具。
在某些情況下，在環的與桿相對的一側切出一個槽。這是為了從側面而不是從上方將漏斗放置在環上和從環上取下，這是一種更安全的過程
。